# New Paris (Indiana)
New Paris – jednostka osadnicza w Stanach Zjednoczonych, w stanie Indiana, w hrabstwie Elkhart.